# Inmigración venezolana en Guyana
La inmigración venezolana en Guyana se refiere al movimiento migratorio desde la República Bolivariana de Venezuela hacia la República Cooperativa de Guyana, ambas naciones sudamericanas que comparten una frontera terrestre de 789 km de longitud, la cual se encuentra disputada por Venezuela.

## Historia

### Antecedentes
Pese a las diferencias culturales, lingüísticas y disputas territoriales entre ambos países, debido a la cercanía geográfica, históricamente ha existido un flujo migratorio entre los actuales territorios venezolanos y guyaneses, aunque relativamente bajo en comparación a otros movimientos migratorios en los dos países. El gobierno venezolano reclama la Guayana Esequiba como parte de su territorio nacional.
En materia de libertad de tránsito bilateral, bajo el principio de reciprocidad, las autoridades migratorias de los dos países solicitan visado para el ingreso de sus ciudadanos de un país en el otro, pudiendo obtener un visado a la llegada (VOA) por un máximo de 30 días para fines turísticos.

### SigloXXI
Por otra parte, dada la crisis migratoria venezolana, ha habido un progresivo incremento de inmigrantes venezolanos en Guyana, dentro de la emigración peatonal venezolana hacia países limítrofes y cercanos. La difícil geografía fronteriza guyano-venezolana, cubierta por una densa vegetación selvática, sumado al río Wenamu como frontera natural, obstaculiza el cruce fronterizo por pasos no autorizados. No obstante, como consecuencia de la crisis humanitaria, venezolanos cruzan la frontera hacia las localidades guyanesas, principalmente hacia los asentamientos mineros fronterizos, en búsqueda de atención médica y alimentos.